# Baskodenn
Le baskodenn est une forme de vannerie bretonne utilisée en particulier par les pêcheurs. Il est rond et les flancs du panier se referment parfois au sommet, notamment dans le sud de la Cornouaille. L’armature est généralement en bois de châtaignier ou en osier, tandis que l’armure est tissée en bourdaine ou en osier. 
Le savoir-faire de la fabrication du baskodenn est inscrit à l’Inventaire du patrimoine culturel immatériel en France.

## Historique

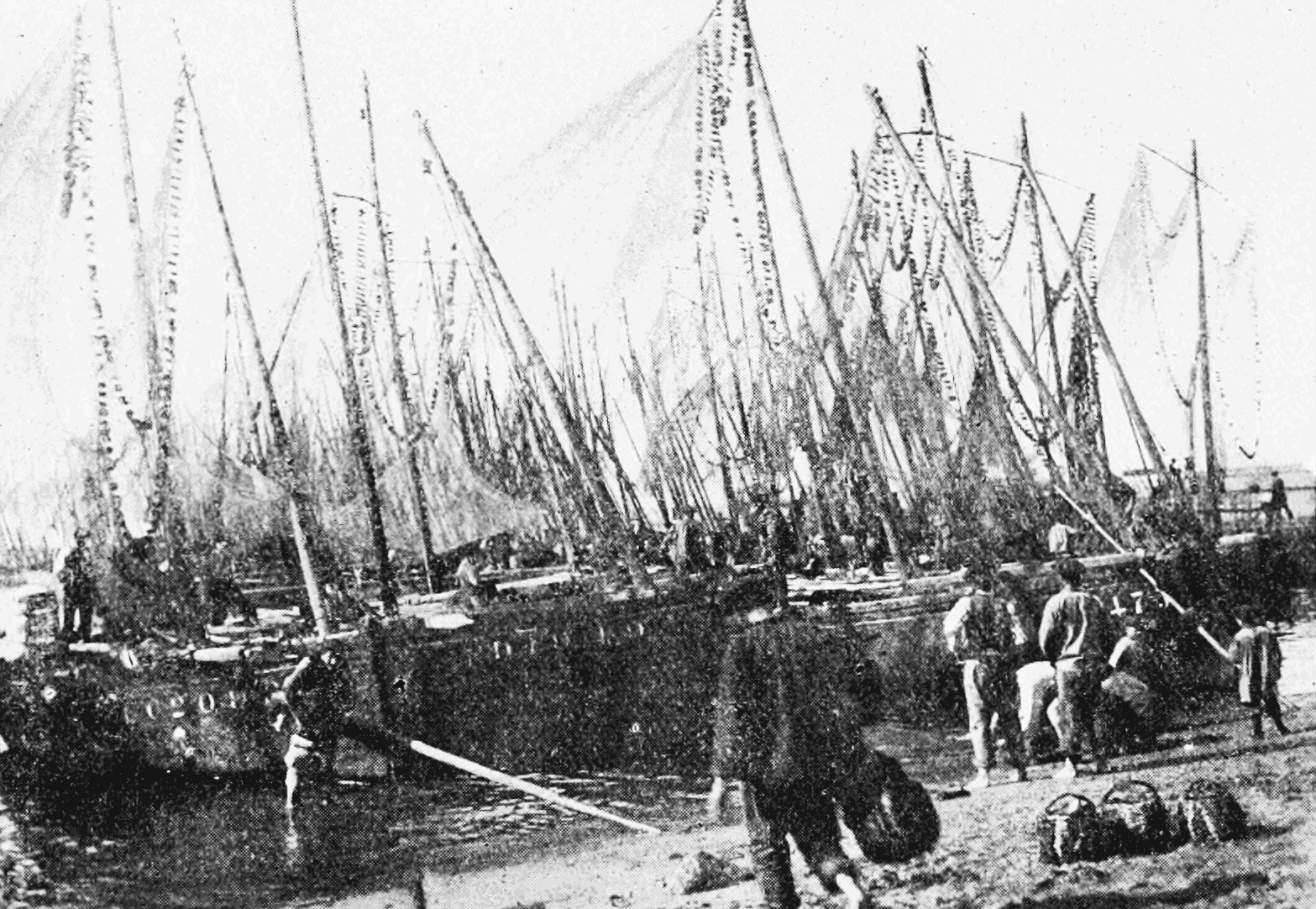
Les pêcheurs de Concarneau déchargent leur pêche au port. Des baskodenn sont posés au sol.

Le baskodenn était utilisé jusque dans les années 1930 pour le ramassage et transport des sardines. Selon la taille de ces dernières, un panier pouvait contenir entre 100 et 200 sardines. Depuis, les sardines sont livrées aux conserveries dans des caissettes en bois. Le baskodenn fut toujours utilisé par les pêcheurs pendant quelque temps pour transporter leur repas ou leur part de pêche, mais cet usage disparu également peu à peu. Aujourd'hui, le baskodenn n'est plus utilisé dans le monde de la pêche professionnelle mais essentiellement par les amateurs de pêche à pied. 
. 

### Fabrication dubaskodenn
Pour fabriquer un baskodenn, il faut commencer par le fond en croisant 4 brins. Ce fond est ensuite lié avec l’osier, et l’ensemble est placé à l’envers sur un gabarit percé de trous (en nombre impair) pour coincer les montants, en bois ou en fil de fer, et procéder au tressage « à brin suivis ». Arrivé au milieu, le panier est retiré du gabarit et retourné afin de poursuivre le tressage en resserrant vers le haut, pour lui donner sa forme significative de « goutte d’eau ». L’ouverture du haut du panier doit faire 22 centimètres de diamètre. Vient ensuite l’assemblage des montants pour constituer la bordure. Quatre sont laissés libres et tournés entre eux pour fabriquer l’anse.